# 安岡良亮
安岡 良亮（やすおか りょうすけ、1825年（文政8年） - 1876年（明治9年））は、江戸時代後期（幕末）の土佐藩郷士、迅衝隊士。明治時代前期の官僚、白川県令、熊本県令である。戊辰戦争の際、近藤勇を捕縛し斬首した功がある。神風連の乱で殺害された。大東亜戦争の際、終戦詔勅の起草文を刪修した陽明学者・安岡正篤の曾祖父にあたる。

## 経歴

### 幕末

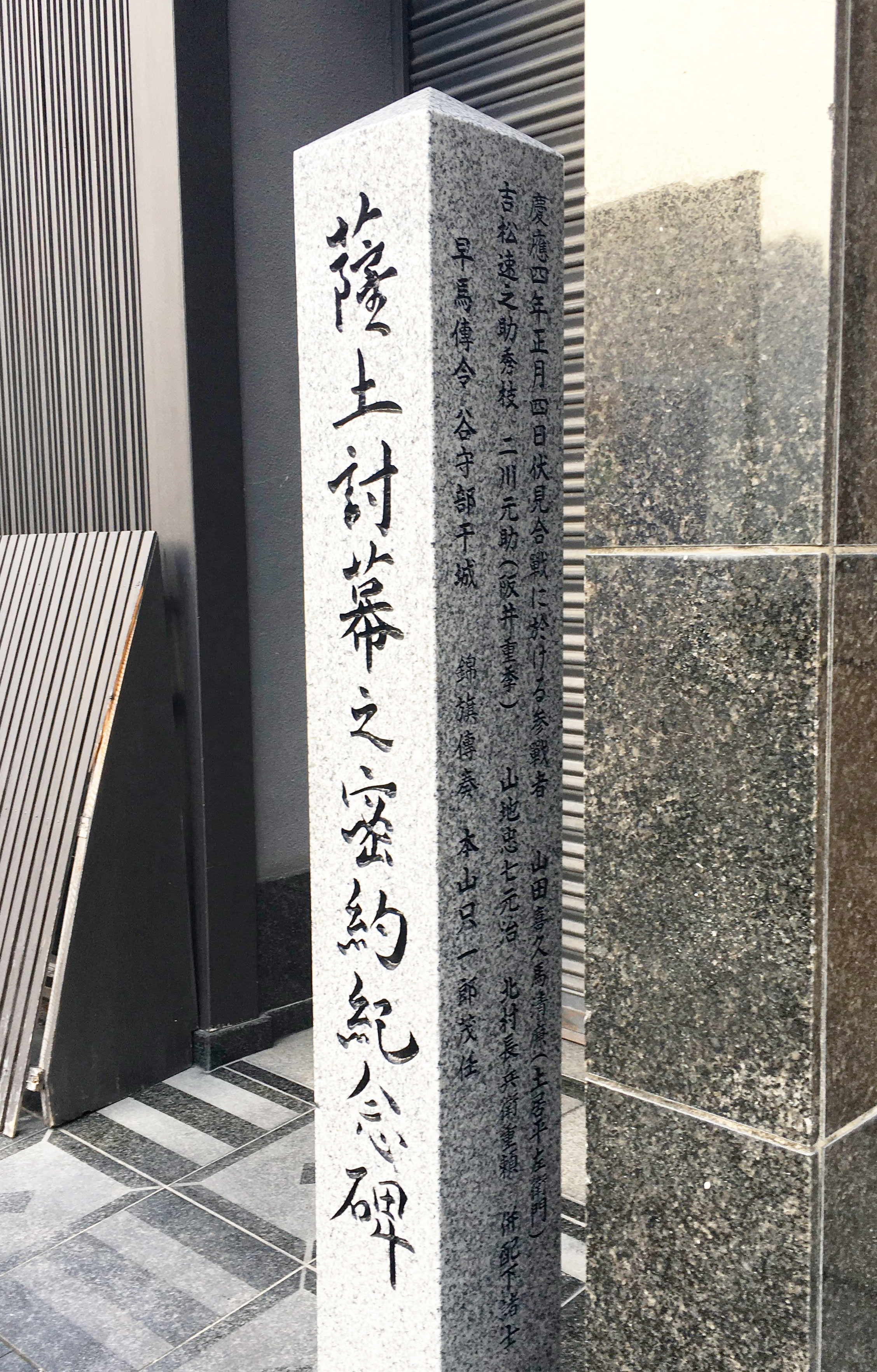
「薩土討幕之密約紀念碑」
密約が締結される前段階として京都「近安楼」で会見がもたれたことを記念する石碑
京都市東山区（祇園）

文政8年（1825年）4月、土佐藩中村の郷士･安岡故五郎の長子として誕生。
雄邁で文武の才があり、土佐藩士･外池武左衛門に従って日置流の弓術を、西川楠弥太に馬術と刀槍の術とを習い、土方謙吉に砲学を学んだ。文学は初め同郷･遠近鶴鳴に学び、壯年になると筑前･亀井鐵太郞の門に入る。漢学に長じ、詩文をよくすることをもって聞こえた。
文久･元治の頃、樋口真吉に従って幡多勤王党を組織して国事に奔走、慶応3年（1867年）京都の小松帯刀邸において、薩摩の西郷隆盛と土佐の乾（板垣）退助の間で交わされた「薩土討幕の密約（薩土密約）」の締結にも参画した。
戊辰戦争には迅衝隊半隊長として出征し、抜擢されて扈従格に進む。小監察となった。また、土佐藩士･谷干城らとともに近藤勇の処刑にあたった。

### 明治
新政府に仕え、明治2年（1869年）弾正少忠、弾正大忠、明治3年（1870年）集議員判官、明治4年（1871年）民部少丞、8月以降、高崎県大参事、群馬県権参事、群馬県参事、渡会県参事を歴任。
明治6年（1873年）、白川県権令に就任して熊本（現 熊本市二本木）に着任、明治8年（1875年）には白川県令、明治9年（1876年）熊本県令になる。
このとき太田黒伴雄の敬神党（神風連）の人々の人心調和に努め、佐賀の乱に際しては熊本士族の動揺を鎮めるなど良政を施したが、明治9年（1876年）10月24日神風連が挙兵（神風連の乱）、自宅で参事･警部ら4人と対策会議中に神風連･吉村義節らの襲撃にあって重傷をおった。このときは裏の畑に隠れて助かったが、3日後に鎮台病院で死去した。

## 年譜
- 文政8年（1825年）4月、土佐藩中村郷士･安岡故五郎の長子として誕生。
- 文久･元治頃、樋口真吉らと幡多勤王党を組織して国事に奔走。
- 慶応3年（1867年）、薩土密約の締結に参画。
- 慶応4年（1868年）、戊辰戦争で迅衝隊半隊長、扈従格、小監察として出征。
- 明治2年（1869年）、新政府で弾正少忠、弾正大忠。
- 明治3年（1870年）、集議員判官。
- 明治4年（1871年）、民部少丞。
  - 8月以降、高崎県大参事、群馬県権参事、群馬県参事を歴任。
  - 12月18日 (旧暦)、渡会県参事に就任。（～明治6年（1873年）5月3日）
- 明治6年（1873年）5月30日、白川県権令に就任。
- 明治8年（1875年）12月9日、白川県令に就任。
- 明治9年（1876年）2月22日、熊本県令に就任。
  - 10月24日、敬神党（神風連）が挙兵、対策会議中に襲撃をうけて重傷。
  - 10月27日、傷がもとで死去。享年52

## 家系
- 安岡家の祖は、北家藤原房前の後裔上杉重房に出ずる。のち征夷大将軍宗尊親王の従い鎌倉へ下向し、15世を経てその後裔で紀州浜宮の神士、安岡左衛門藤原良白を家祖とする。家紋は「折敷に三つ引」。

【安岡家歴代】
- 初代:安岡良白（左衛門）
- 2代:安岡良氏（伝左衛門）
- 3代:安岡良重（久左衛門）
- 4代:安岡良任（伝之助）
- 5代:安岡良勝（伝八郎）慶長5年山内康豊に仕える。
- 6代:安岡良儀（久左衛門）
- 7代:安岡良延（八右衛門）
- 8代:安岡良次（久左衛門）
- 9代:安岡良久（貞助）
- 10代:安岡利平太
- 11代:安岡源治
- 12代:安岡周蔵
- 13代:安岡故五郎
- 14代:安岡良亮（亮太郎）
- 15代:長男安岡雄吉（代議士）
- 16代:安岡盛治（婿養子）
- 17代:安岡正篤（婿養子、実父堀田喜一）